# LU-P-4702
La carretera LU-P-4702 es una carretera de la red secundaria de Galicia que pertenece a la Diputación de Lugo. Une los lugares de Vilachá y Estación, en el municipio de Puebla del Brollón, en la provincia de Lugo, y tiene una longitud de 10,9 km.

## Trazado
La carretera parte del lugar de Vilachá, en el municipio de Puebla del Brollón, hacia el norte. Se adentra durante 1,4 km en el municipio de Monforte de Lemos, donde pasa por el lugar de Salgueiros. Posteriormente vuelve a entrar en el municipio de Puebla del Brollón, donde enlaza con la LU-P-3203 a Monforte de Lemos y pasa por las parroquias de Liñares y Pinel. En su tramo final enlaza con la carretera N-120, que cruza mediante un paso inferior, y cruza también la línea ferroviaria León-la Coruña mediante un paso a nivel con barreras. Finaliza en el lugar de Estación, concretamente en la carretera LU-653, que une el lugar con la capitalidad municipal de Puebla del Brollón y Incio.